# Culture de Beixin-Dawenkou
Sauf précision contraire, les dates de cet article sont sous-entendues « avant l'ère commune » (AEC), c'est-à-dire « avant Jésus-Christ ».
La culture néolithique de Beixin-Dawenkou (chinois : 大汶口文化 ; pinyin : dàwènkǒu wénhuà ; litt. « Culture Dawenkou ») est constituée de deux cultures : la culture de Beixin (v. 5300-4300 avant l'ère commune: AEC) et la culture de Dawenkou, proprement dite (4300-2600 AEC), au contact de la culture de Yangshao (4500 à 3000 AEC) dans la région du fleuve Jaune, ici dans le cours inférieur du fleuve tandis que la culture de Yangshao se développait dans le cours moyen. Elle témoigne d'une grande continuité dans le temps et d'une hiérarchisation croissante de la société. Elle a été précédée par la culture de Houli (6500-5500) qui relève, quant à elle, de la transition vers le néolithique, ou néolithisation de la Chine.  

## Historique des découvertes, localisation, périodisation, cultures

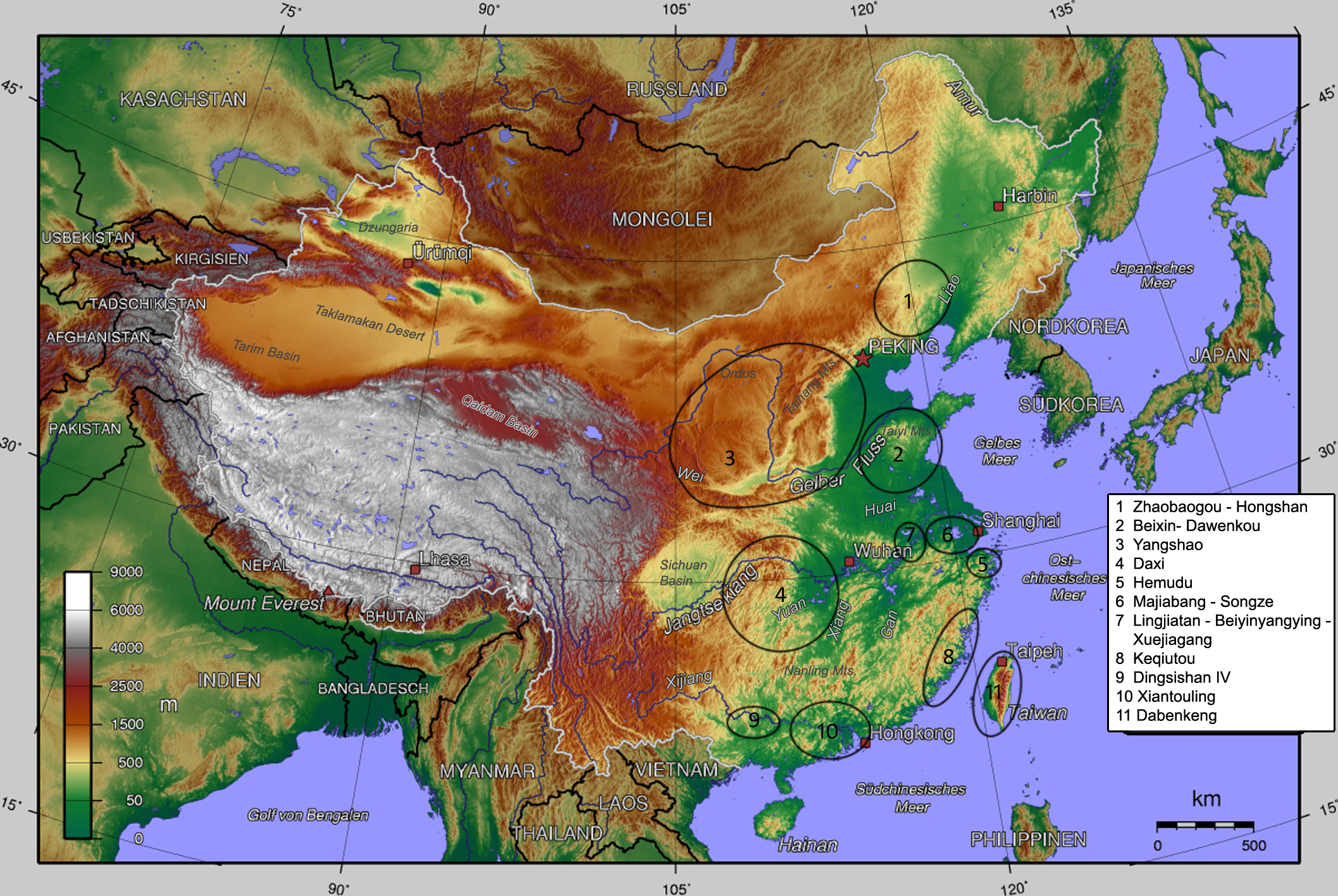
Cultures du néolithique moyen en Chine

Depuis sa découverte dans les années 1960, le site de Beixin à Tengxian, dans le Sud-Ouest du Shandong, une centaine de sites ont été découverts dans les plaines inondables au Nord et Nord-Ouest des monts Taiyi (Taishan ?), toujours dans l'actuel Shandong.
La culture qui s'y est développée s'est étendue ensuite en débordant tout autour dans les provinces voisines, le Henan, l'Anhui et le Jiangsu et est alors nommée culture de Dawenkou, qui est donc à peu près contemporaine de la culture de Yangshao (4500 à 3000), et sa voisine orientale. Plus précisément la culture de Dawenkou est documentée entre 4100 et 2600, et traditionnellement divisée en trois phases : ancienne (4300-3500), moyenne (3500-3000), et tardive (3000-2600). Elle est beaucoup mieux connue par ses sépultures que par son habitat. Elle a produit de belles céramiques ornées.
Le premier site de la culture de Dawenkou identifié était une nécropole de 130 tombes au bord du fleuve Dawen. Au contraire des sépultures de Yangshao, elles contiennent un abondant mobilier funéraire, mais qui est inégalement réparti, signe d'une hiérarchisation de la société. Les tombes les plus riches comportent des ossements de porcs sacrifiés. Les objets de prestige sont en jade, en turquoise, en ivoire et en os. Parmi les objets rituels, on trouve des crécelles fabriquées à partir de carapaces de tortues et des sculptures en os. Les poteries sont souvent polies et de couleur rougeâtre. Celles du type ding, à trois pieds, et dou, à pied unique, sont courantes dans la culture de Dawenkou et ont été communiquées à la culture de Yangshao. D'autres poteries grises tournées, à pâte fine, préfigurent celles de la culture du néolithique final de Longshan, située également au Shandong.
Stanley Starosta considère que les cultures de Dawenkou et Hemudu sont des cultures des Pré-Austronésiens (ou de langues austronésiennes) avant de que ceux-ci ne s'établissent à Taïwan.

## Beixin: Mode de vie et société
Sur la douzaine de sites fouillés la plupart s'est révélée être des villages (jusqu'à 10 ha.) de populations sédentaires: constitués de petites habitations (moins de 10 m2, semi enterrées, rondes ou ovales), avec un accès en pente douce ou quelques marches, avec leurs fosses à cendre, des fours et des cimetières. Les habitations étaient groupées par trois ou quatre, soit une dizaine de personnes par groupe, une famille élargie. Il ne semble pas pour autant que chaque groupe constituait une unité autosuffisante, en termes de production et de consommation. Cette supposition repose sur le peu d'information disponible avec l'unique ensemble du site de Dawenkou sur les niveaux archéologiques de Beixin. Sur les seules quatre structures assez bien préservées une seule disposait d'un foyer mais les trois autres n'en disposaient pas ni d'aucun outil de production (qui aurait été abandonné ou déposé pour quelque raison que ce soit). Mais des recherches plus approfondies sont nécessaires.
L'étude de l'environnement de l'époque montre que la région de Haidai était à son maximum de chaleur et d'humidité entre 6050 et 3050. Les populations des cultures de Beixin et Dawenkou devaient prendre garde aux alligators (alligator sinensis). Les eaux comptaient aussi nombre de silures et de moules. Des espèces que l'on ne retrouve encore que dans la région du lac Dongting, dans le Sud de la Chine, dans les provinces du Hubei et du Hunan.
L'outillage était diversifié. On utilisait encore des pierres taillées, mais des pierres polies étaient d'usage courant pour servir de piques, couteaux, faucilles, haches, herminettes et de ciseaux à bois. On a trouvé quelques meules (plates) et leur broyeur. Des outils courants étaient fabriqués en os, en bois de rennes et en coquillage (poinçons, ciseaux, lances, pointes de flèche et faucilles). Les couteaux et faucilles auraient été utilisés pour les « moissons ». Des traces de millets ont été identifiées. Les animaux domestiqués se limitent au porc et au chien. Les meules et broyeurs ont été analysés et indiquent qu'on les utilisait pour traiter des noix et des céréales. Les stratégies de subsistance de ces gens couvraient apparemment un large spectre : chasse et pêche, collecte saisonnière, culture et animaux domestiques. Mais la richesse des ressources naturelles, à proximité de l'eau qui était partout tout autour, donnaient à la pêche et à la collecte des moules une grande importance dans l'ensemble.
On a découvert de grandes quantités de céramiques : cette activité était devenue une importante source de production d'objet. L'analyse a pu démontrer que la technique du « lavage » de la terre était maîtrisée et que l'on savait travailler de l'argile de bonne qualité. On distinguait la vaisselle d'usage courant à grain grossier, majoritaire, et une vaisselle à grain fin. Le corps des céramiques est, le plus souvent, brun jaunâtre. Des terres appropriées avaient été mises au point afin de convenir à différentes fonctions précises. C'est, sur ce point, un moment décisif dans l'histoire de la céramique en Chine. Des petits fragments de coquillage ont été intégrés à la terre dans un usage précis de ce type : afin d'augmenter le coefficient de dureté de la terre cuite. Du mica et du talc ont été aussi utilisés à cette fin. Avec une température nettement plus élevée qu'à la période Houli la cuisson a été bien meilleure.
On rencontre une plus grande variété de formes de céramiques que pendant la période de la culture de Houli (6500-5500) et plusieurs formes-types déclinées en variantes : des tripodes ding qui apparaissent alors en grand nombre et la forme la plus représentative, mais aussi des chaudrons fu, des jarres guan, des bassins pen, des bols bo et des supports de chaudron zhijia. Ce dernier, un bien curieux objet dans cette culture, le support de chaudron en céramique, très pratique car adapté par sa forme à sa fonction et relativement léger (plus simple à l'usage que la recherche de pierres adaptées), était d'usage courant dans la région du bas-Fleuve jaune au début du Néolithique et semble correspondre à une pratique des collecteurs de cette région, en déplacement lors des périodes de cueillettes saisonnières.
Dans les tombes de femmes on déposait habituellement des poteries ou des poinçons en os. Dans celles des individus masculins on y déposait des pointes de flèche, des pointes de lance et autres objets du même type.

## Beixin: outils, céramique...

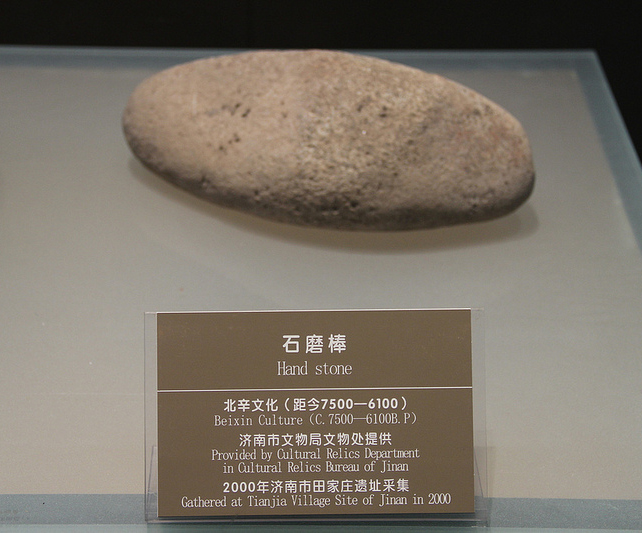
Pierre polie, broyeur ou molette / écraser ou moudre des végétaux, céréales sauvages ou cultivées. Musée, Jinan.
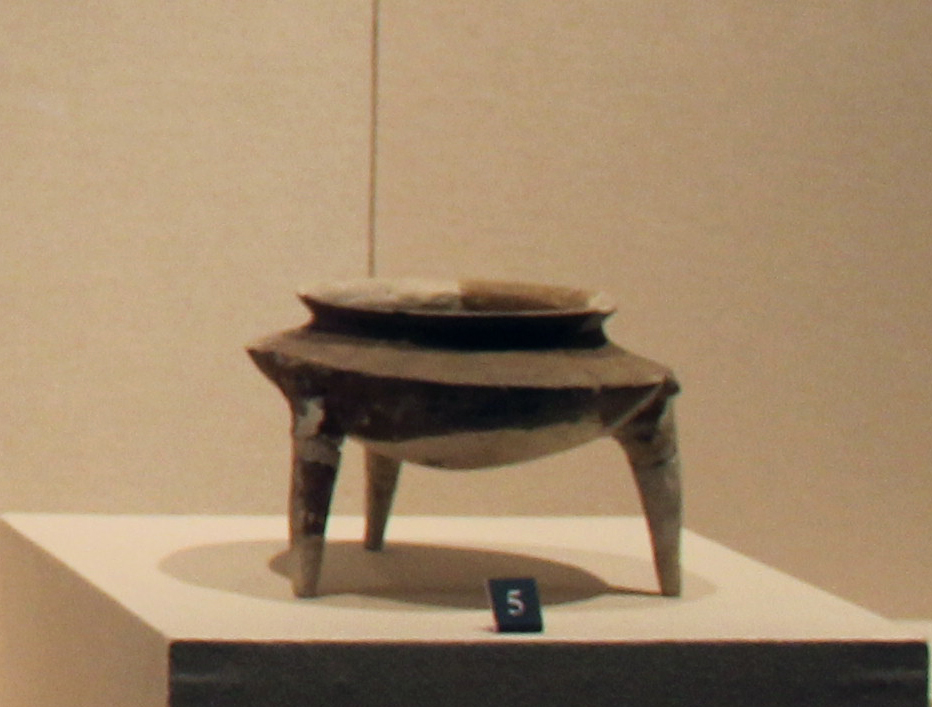
Tripode (de type ding). Culture de Beixin. Musée Provincial du Shandong, Jinan[10].
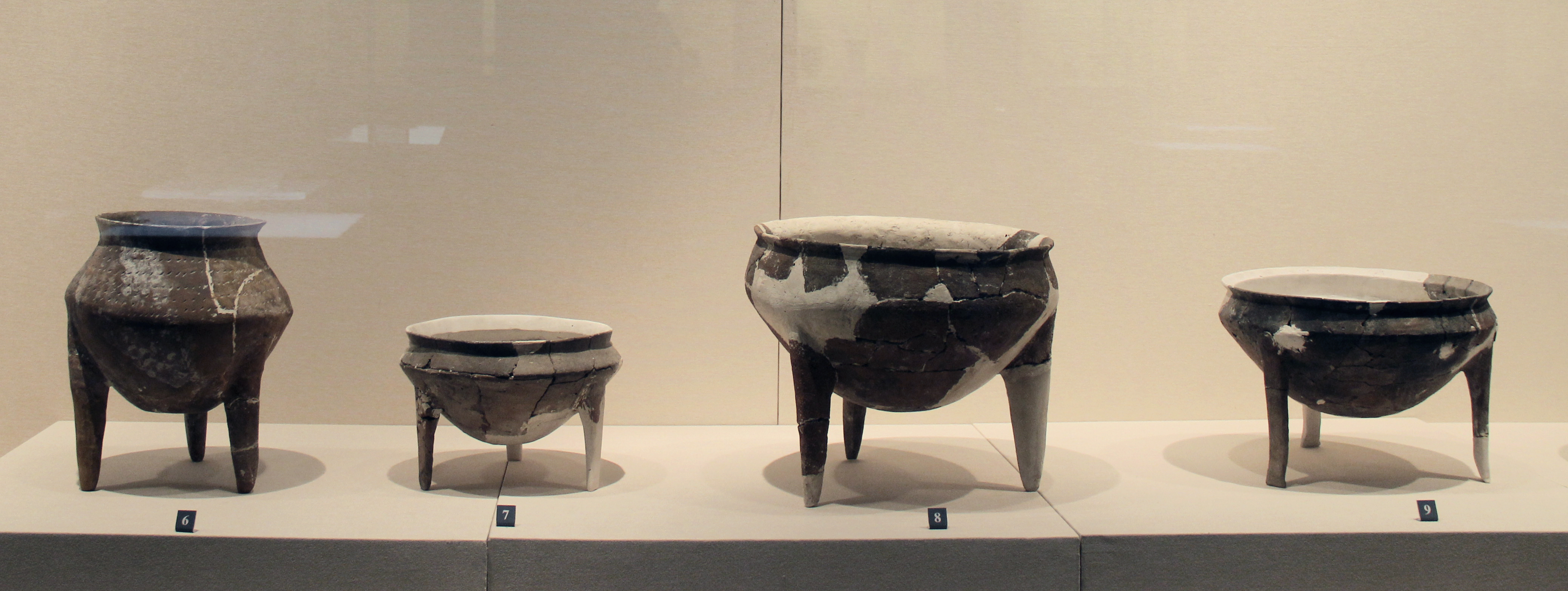
Variations sur le motif du tripode. Terre cuite grise et noire. Culture de Beixin. Musée Provincial du Shandong, Jinan.
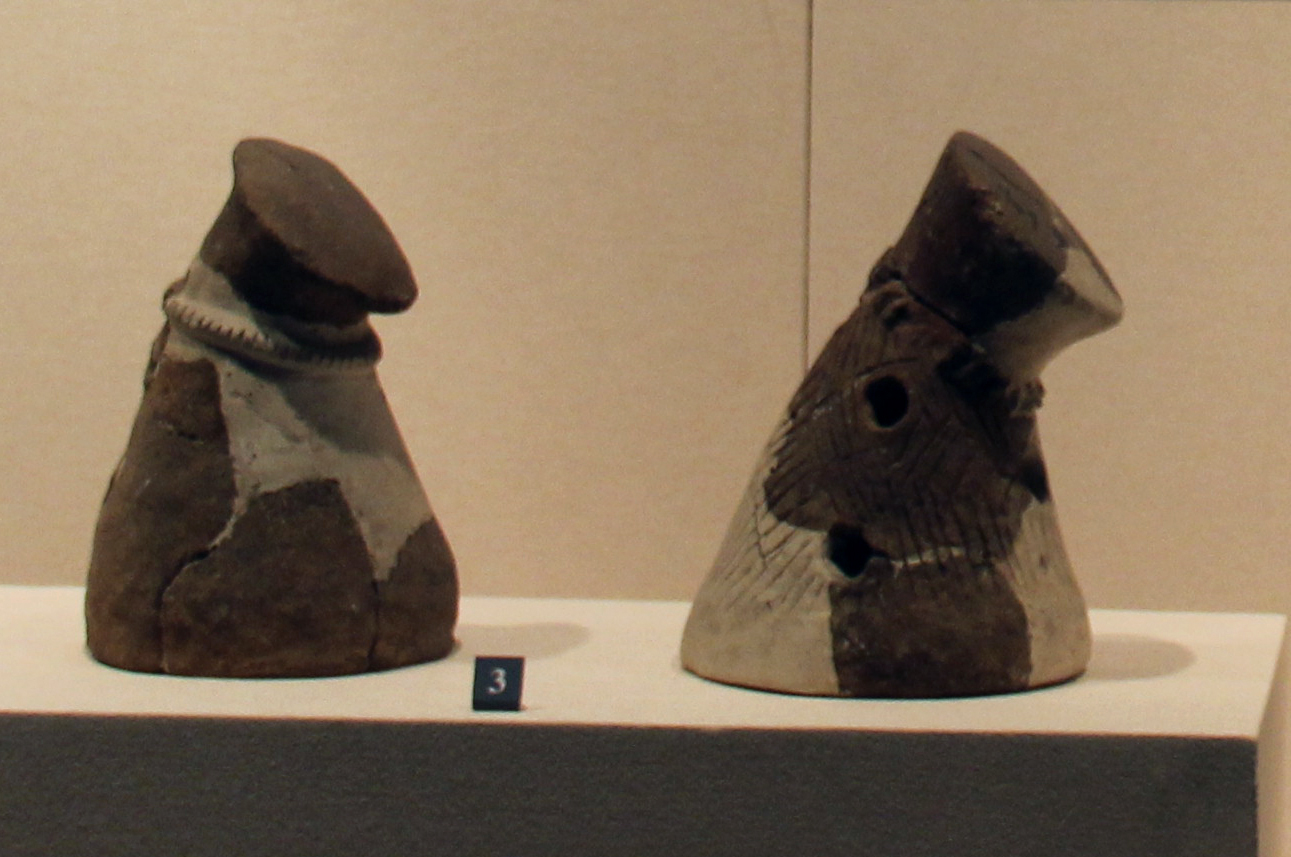
Supports de terre cuite, pour chaudrons. Terre cuite brune. Culture de Beixin. Musée Provincial du Shandong, Jinan[10].
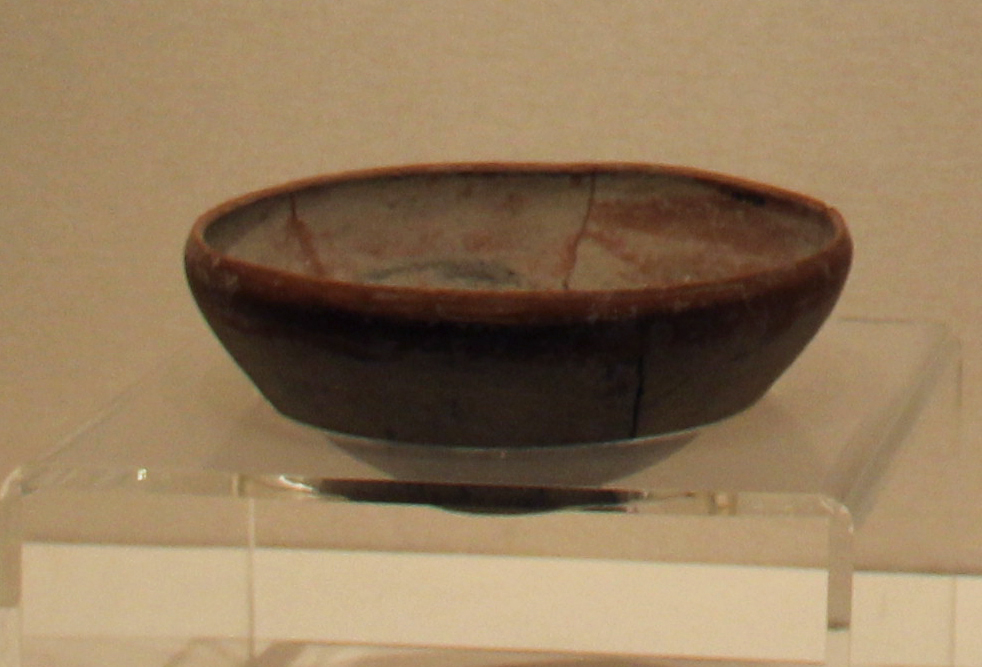
Bassin à fond rond. Terre cuite rouge. Culture de Beixin. Musée Provincial du Shandong, Jinan
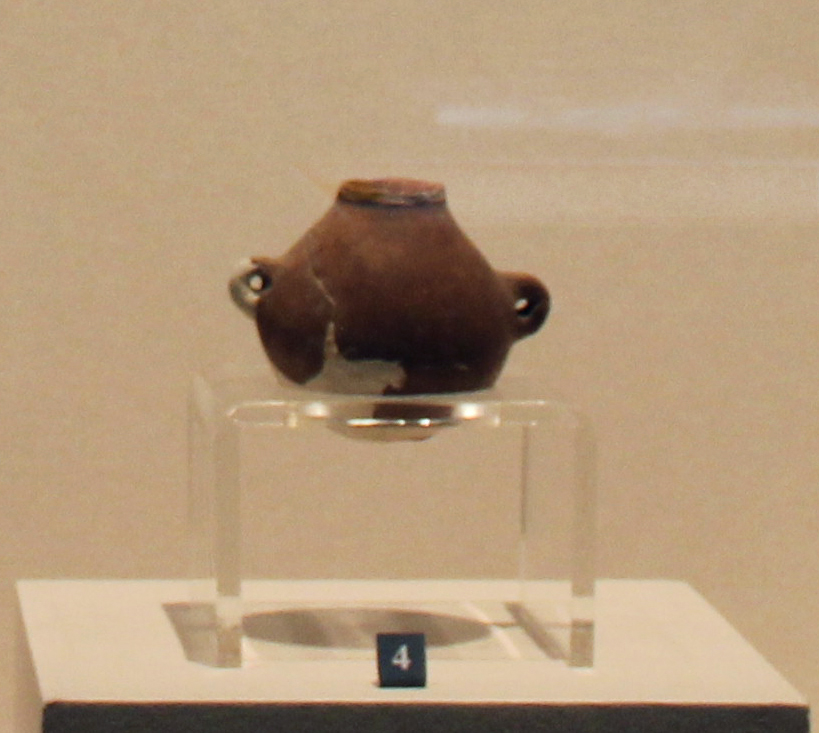
Petite jarre à puiser l'eau, munie de deux oreilles verticales, à perforation sur la panse, pour la suspendre. Musée Provincial du Shandong

## Dawenkou: Mode de vie et société
La plupart des sites de Dawenkou sont des cimetières, aussi la recherche s'est portée sur les traditions funéraires. Cela dit l'agriculture semble avoir été bien établie à cette époque, comme semble l'indiquer la présence de couteaux et de faucilles, pour d'éventuelles « moissons », ainsi que quelques traces de millet, de riz et des graines de soja dans les différents niveaux archéologiques. Les animaux domestiqués sont essentiellement le porc et le chien, les mandibules de porc étant des offrandes funéraires traditionnelles ici. Des meules  qui semblent avoir été surtout utilisées pour l'utilisation des noix et des céréales ont été localement découvertes, ainsi dans des sites de collines où les noix auraient été un complément alimentaire important, tandis que l'agriculture aurait été dominante dans des sites où la terre arable était plus disponible.
Les cimetières présentent des tombes en rangs et en groupes, peut-être des groupes de parentés.  Dans le site éponyme de Dawenkou, à Tai'an, les tombes de la phase initiale les tombes sont petites et ne comportent que quelques offrandes funéraires. Des distinctions de niveau social n'apparaissent qu'avec les phases suivantes, et ne concernent que quelques tombes, même de jeunes gens, avec jusqu'à 100 ou 200 objets déposés. Dans les tombes les plus riches on y trouve des carapaces de tortue, des cylindres gravés en ivoire ou en os, du jade, des gobelets de céramique noire et des mandibules de porc. Avec le temps le nombre et la variété des objets funéraires n'a cessé de croitre. Ceci concerne en priorité des tombes de mâles, plutôt que des femmes. Enfin des différences se manifestent entre les groupes de tombes de statut supérieur dans le même cimetière. Ainsi le statut dépend de plus en plus de l'appartenance à telle famille plutôt qu'à telle autre. Les cérémonies funéraires importantes étant essentiellement celles dédiées aux ancêtres mâles.

## Dawenkou: la céramique
Les archéologues distinguent trois phases dans la céramique. 
- Dans la première phase (4500 à 3500) la terre cuite est entièrement montée à la main. La plupart des terres étant rouges et cuites à une relativement basse température. Les formes sont simples et peu variées. On a aussi trouvé quelques terres grises et d'autres noires. Les céramiques noires sont ainsi, bien que leur corps soit de matière grise, mais elles ont été colorées par la fumée lors de la cuisson. Certaines poteries sont peintes en rouge ou noir, exceptionnellement dans les deux couleurs. La couleur pouvait être appliquée directement sur le corps de la poterie ou bien sur une couche d'engobe blanche ou rouge. Les motifs sont limités à de larges bandes, des points ronds, des feuilles courbées ponctuées, des pétales de fleurs et des étoiles à huit branches.
- Dans la seconde phase (3500-3000) les parois sont devenues plus fines et plus élégantes. Il y a même quelques céramiques d'un gris blanchâtre, avec toujours un corps très mince et délicat. Les formes se diversifient. Parfois avec des jeux sur la fonction de la céramique et l'apparence d'un animal saisi dans une posture bien caractérisée.
- La dernière phase (3000-2600) marque une très nette rupture : les potiers ayant pris l'habitude d'utiliser de grandes "roues" de pierre, servant de tour, pour créer des vases de grande taille, pratiques. Et avant que cette technique ne se soit répandue ailleurs elle était ici d'usage courant. Le nouveau goût de l'époque imposa progressivement les terres grises et noir intense à la terre rouge. Un type de gobelet haut sur pied (gaobing bei) est typique de cette période par la finesse des parois et la volonté d'art comme prouesse que sa forme manifeste. C'était certainement alors le sommet d'une maîtrise technique et elle servit de fondement à des méthodes qui se sont développées, plus tard, avec la culture de Longshan.

Enfin l'usage de terre blanche est une nouveauté importante, avec de l'argile ganzi tu, une terre proche de la terre à porcelaine : cishi[réf. nécessaire] (? porcelaine : cíqì), un ingrédient indispensable dans la porcelaine du Nord de la Chine. Certaines de ces céramiques ont été cuites jusqu'à 1 000 °C. Habituellement le corps est fin et l'aspect soigneusement poli et lustré. On peut en rencontrer de blanc pur mais aussi avec des nuances plus ou moins grises ou rougeâtres.
Un autre type est tout à fait intéressant dans cet esprit de recherche qui caractérise ces créateurs: une terre cuite : cai hui tao pen, peinte après cuisson ! C'est un bassin décoré d'étoiles à huit pointes séparées par des traits verticaux. C'est un traitement décoratif que l'on ne trouve que dans la céramique de Dawenkou.
On a trouvé aussi de cette époque une aiguière de terre cuite rouge d'une forme singulière : un petit cochon qui crie vers le ciel, une anse courant de l'arrière de sa tête au bas de son dos sur lequel se trouve une ouverture pour remplir le flacon. La gueule ouverte de l'animal servant de bec verseur. L’engobe rouge qui le recouvre accentue l’aspect lisse du petit animal rondouillard. Ce motif est très proche d'un sujet similaire avec un chien qui aboie.

## Dawenkou: Outils, céramiques, parures...

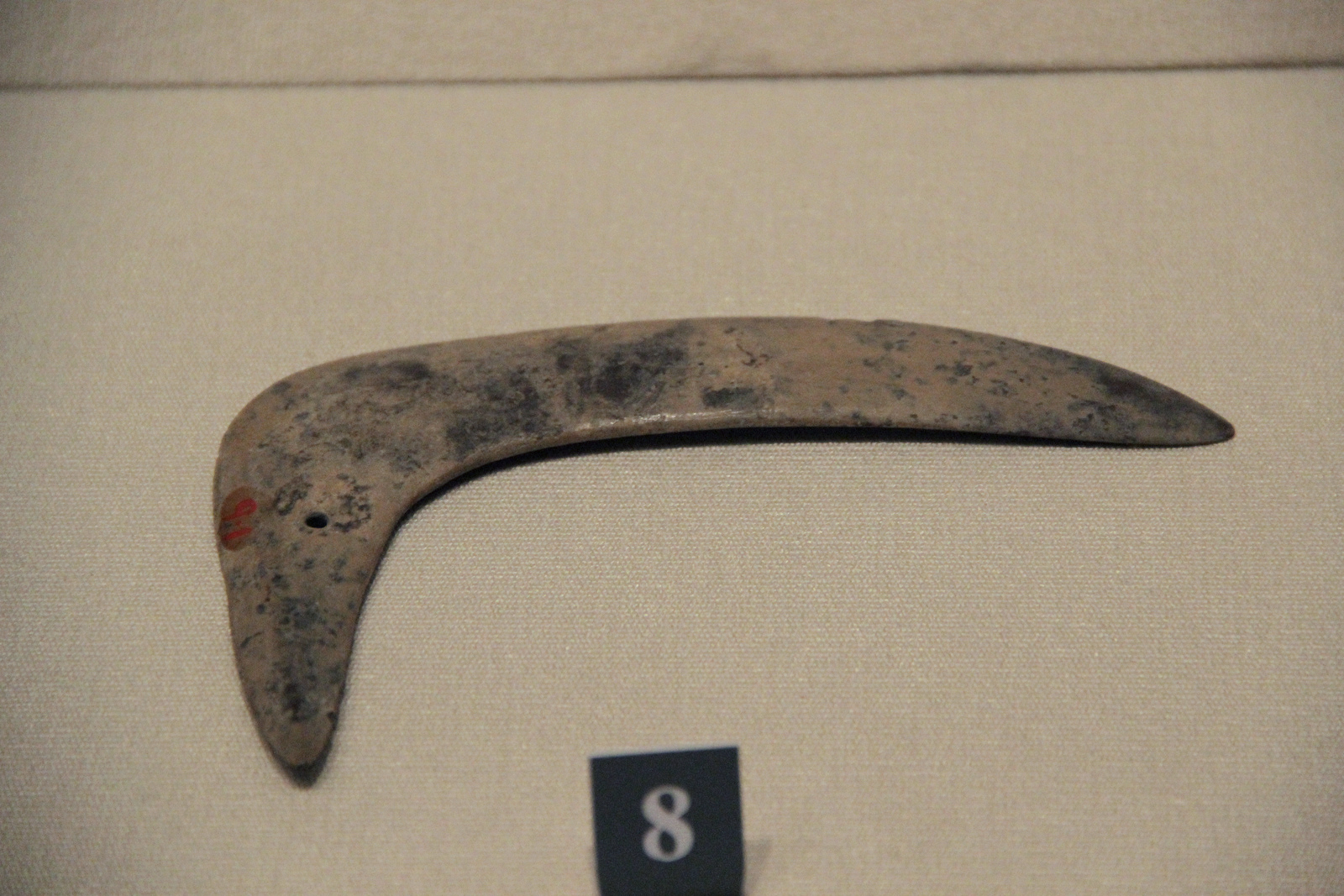
Faucille d'os. Culture de Dawenkou. Musée Provincial du Shandong, Jinan
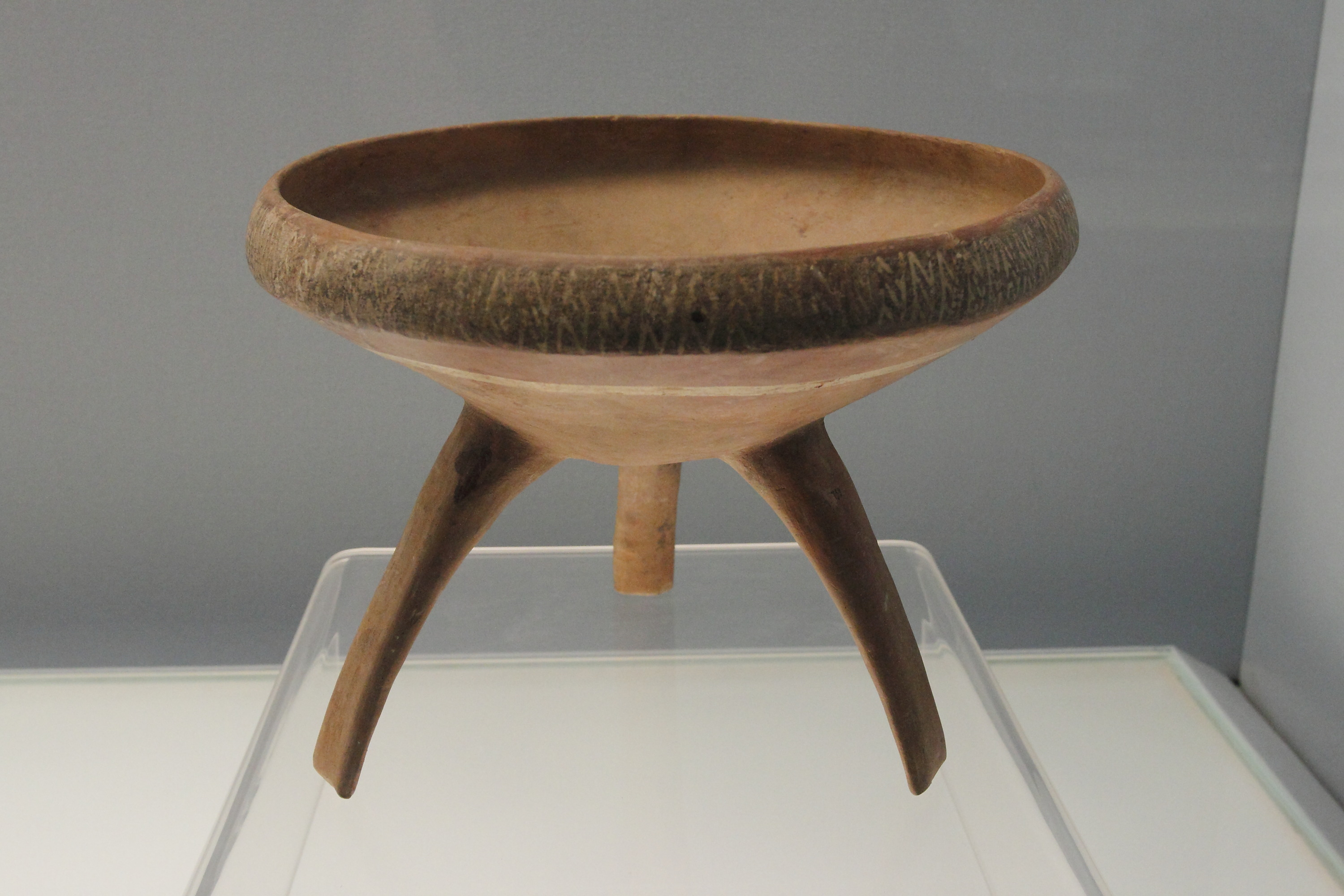
Coupe peinte (de type bo) sur trois pieds (type ding ancien ?)[13]. Dawenkou ancien -4300-3500. Musée de Shanghai
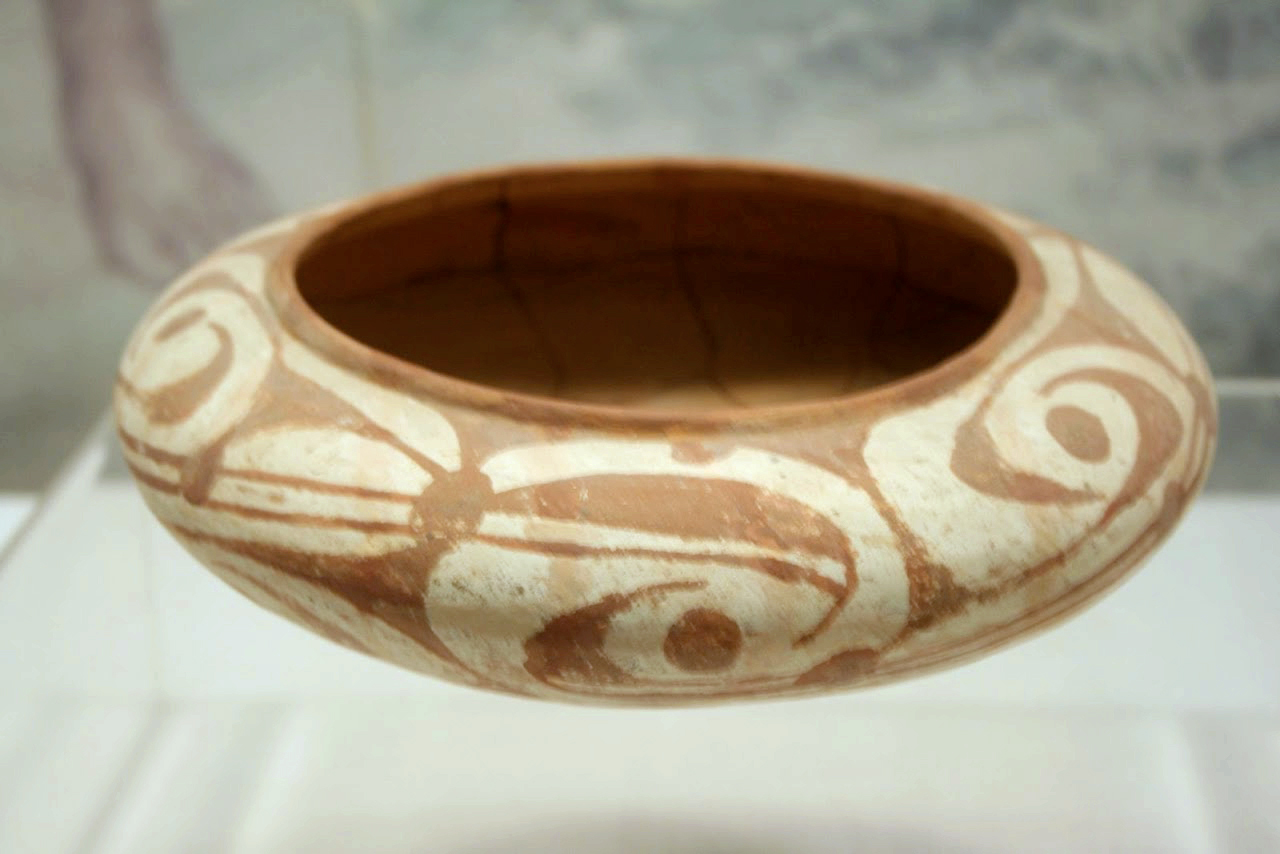
Bol. Terre cuite peinte. Musée de Nanjing, Jiangsu
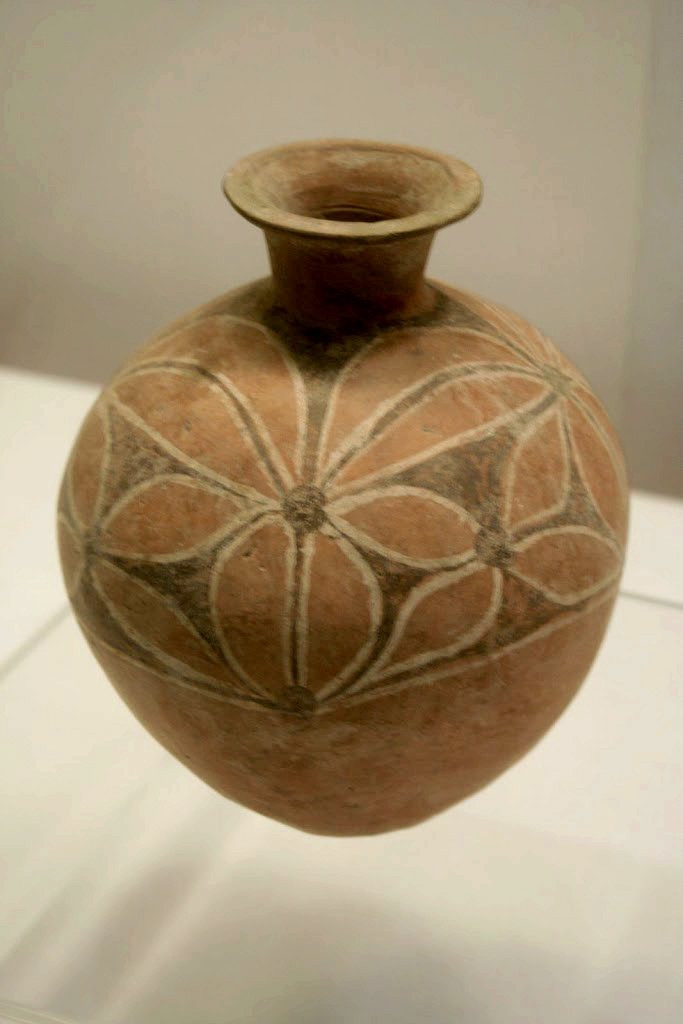
Vase à fond pointu et haut col, de type guan, dépourvu d'anse. Terre cuite à décor de fleurs. Dawenkou, v.3500. Musée de Nanjing
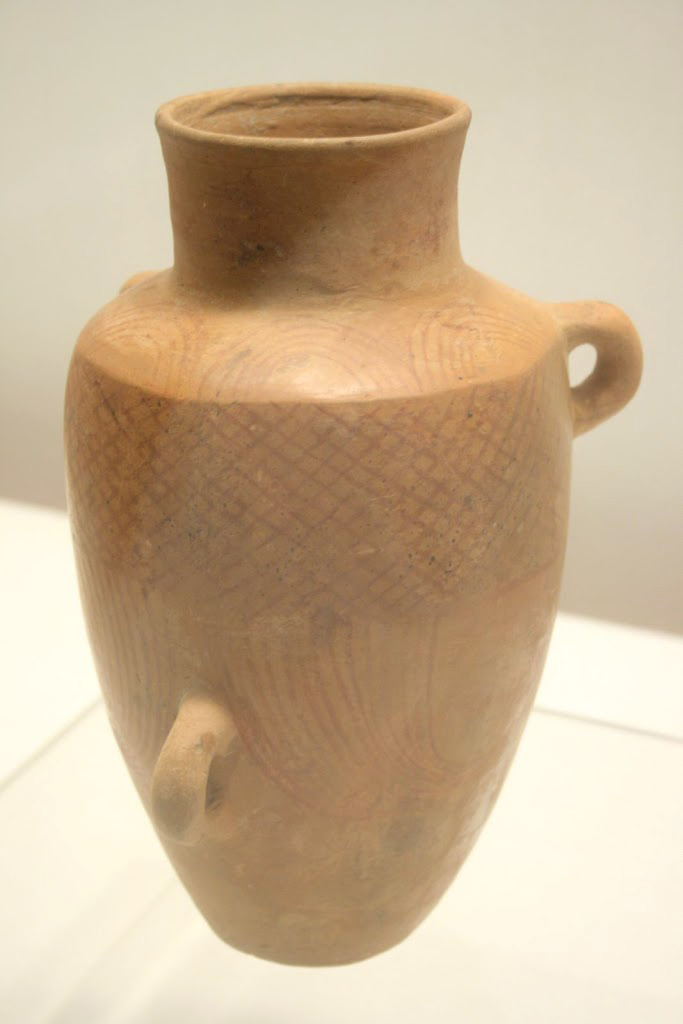
Pot à trois anses et décor dit « de filet de pêche ». Culture de Dawenkou v. 3500. Musée de Nanjing
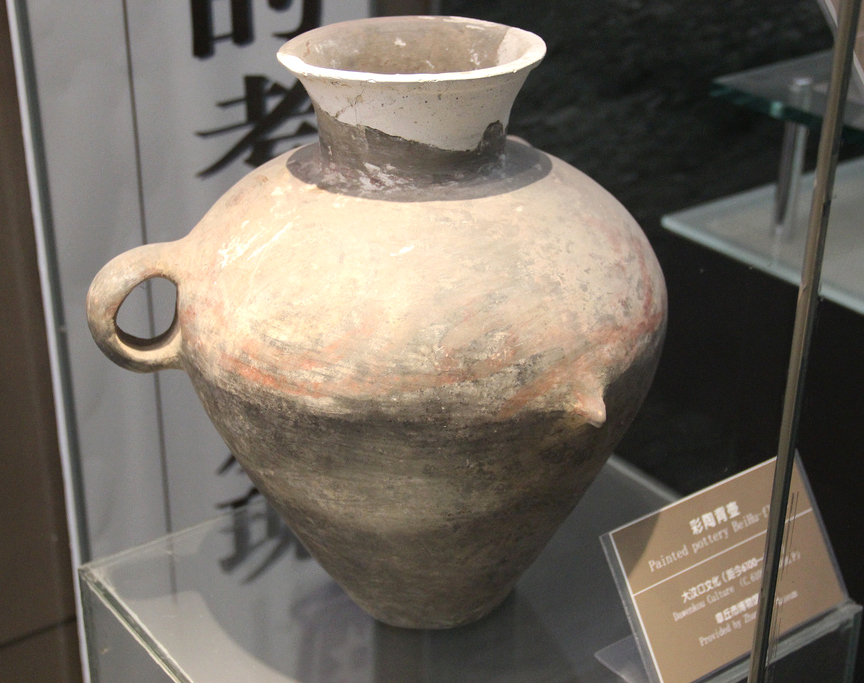
Urne à porter, de type bei hu, terre cuite peinte en rouge et noir. Dawenkou du Shandong, période moyenne. Musée Provincial du Shandong
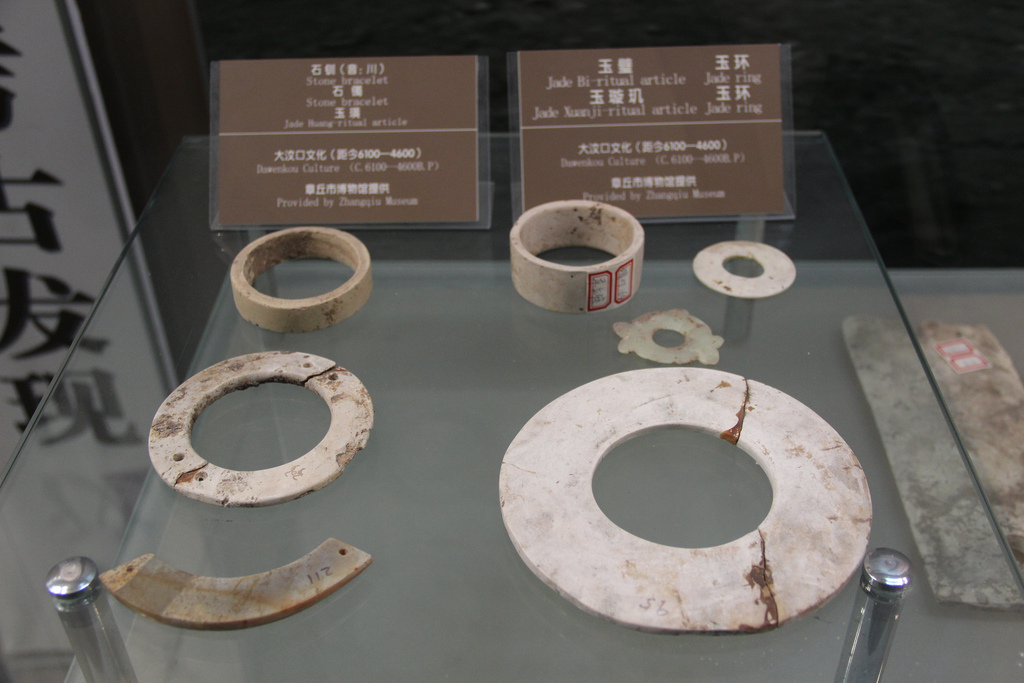
Parures de jade et de pierres polies. Dawenkou du Shandong. Musée Provincial du Shandong, Jinan
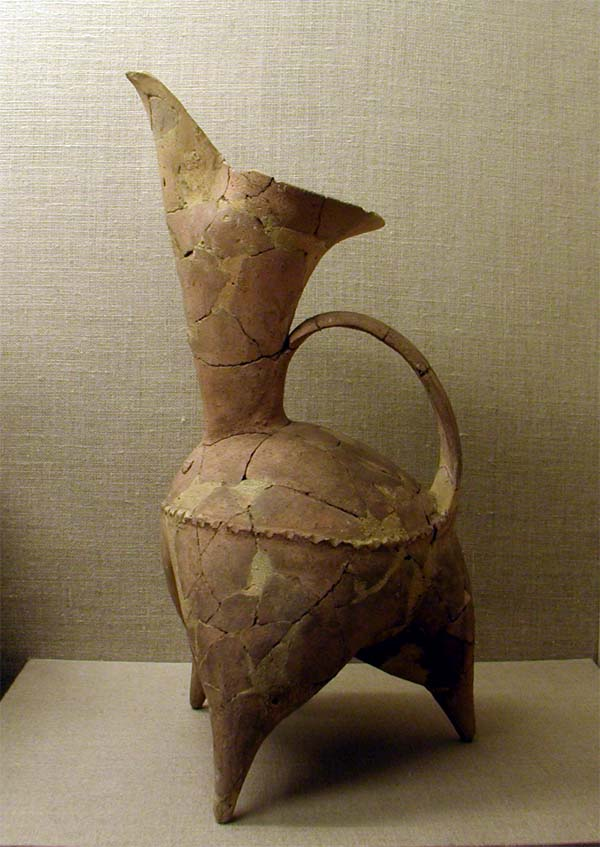
Verseuse à base tripode à pieds creux, de type li. Dawenkou du Shandong. Musée d'art et d'archéologie de l'Université de Pékin
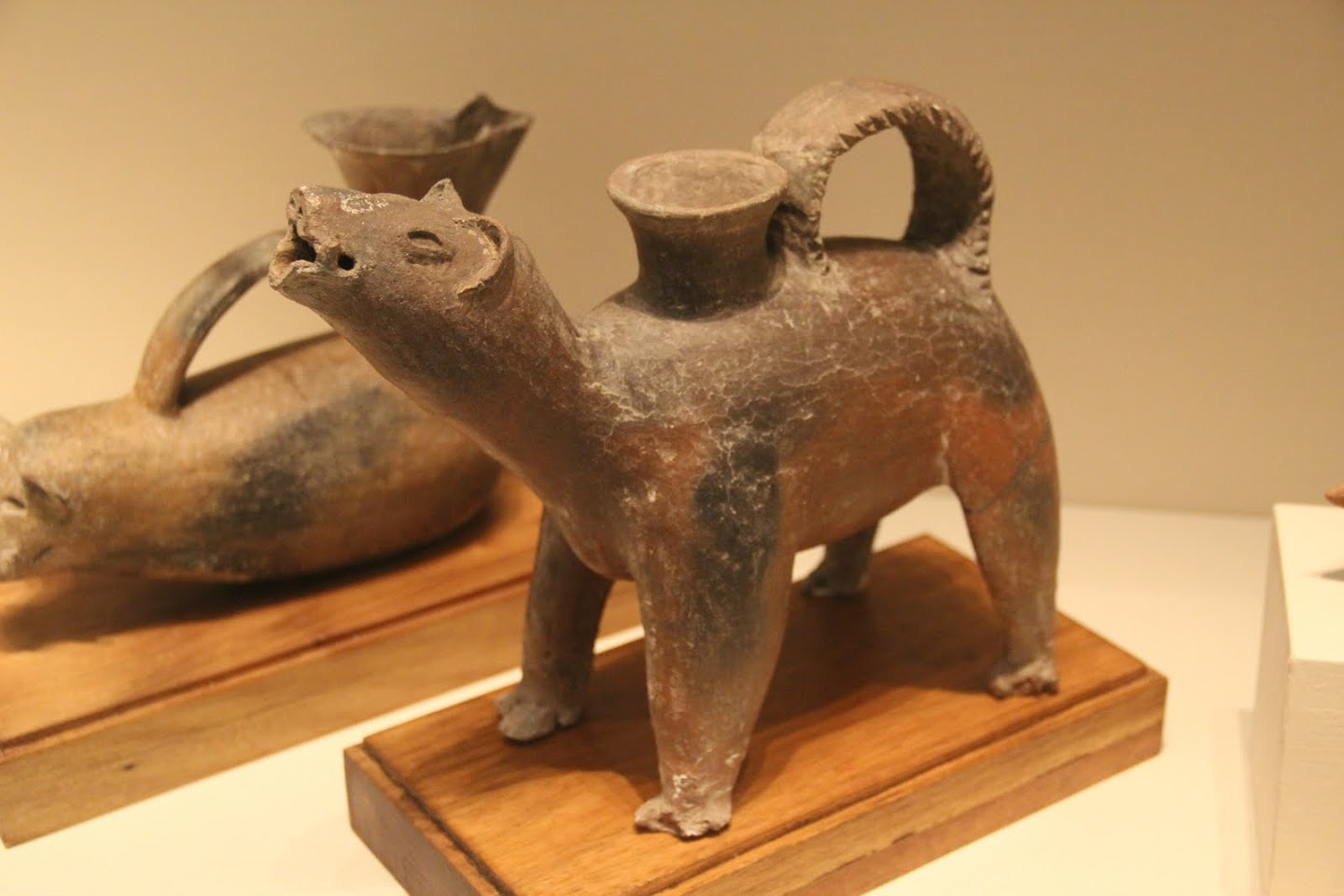
Vase de type gui en forme de chien qui aboie. Dawenkou du Shandong, vers 3000-2500. Musée National de Chine
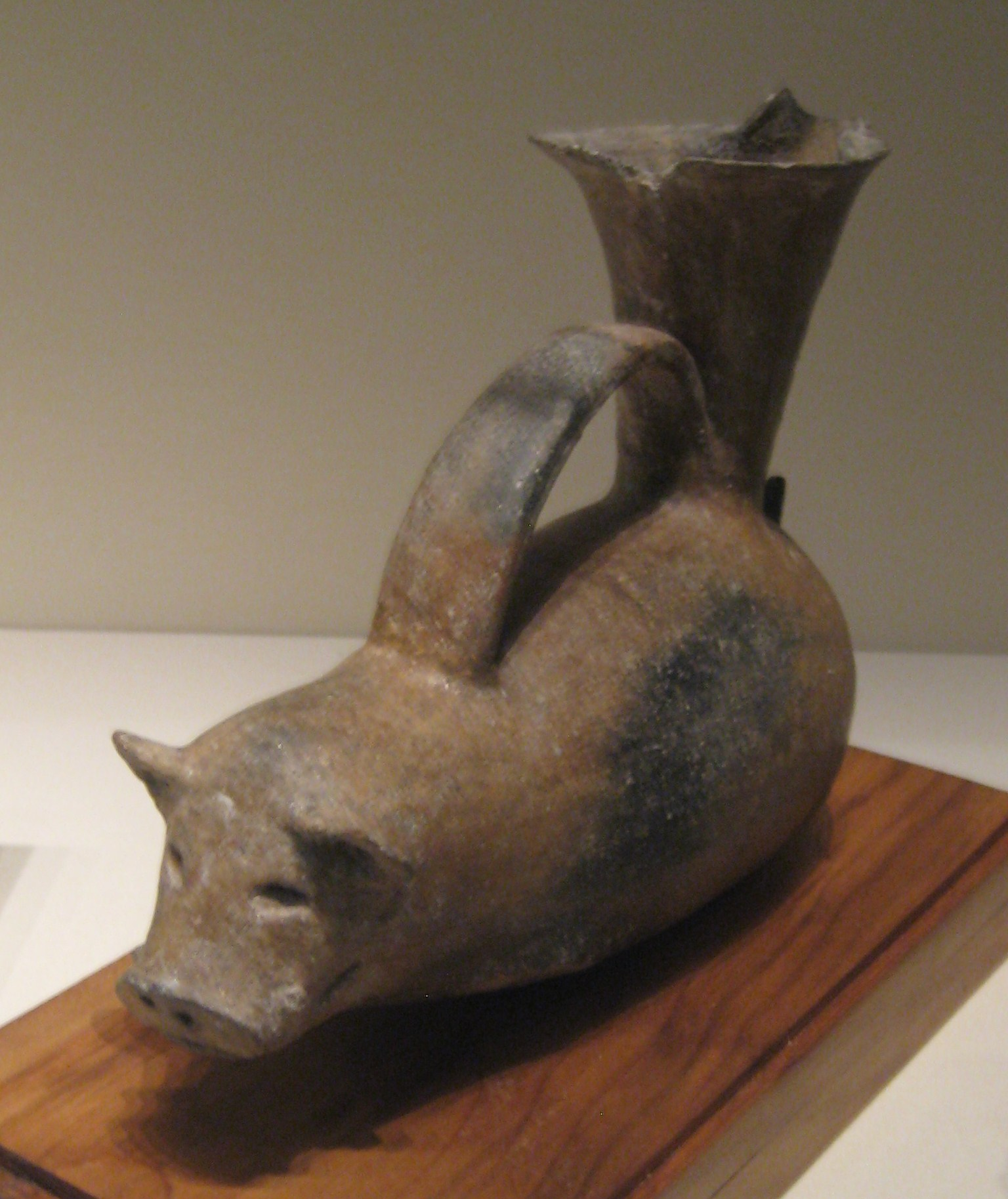
Vase de type gui en forme de cochon. Dawenkou du Shandong, site de Sanlihe. Musée National de Chine
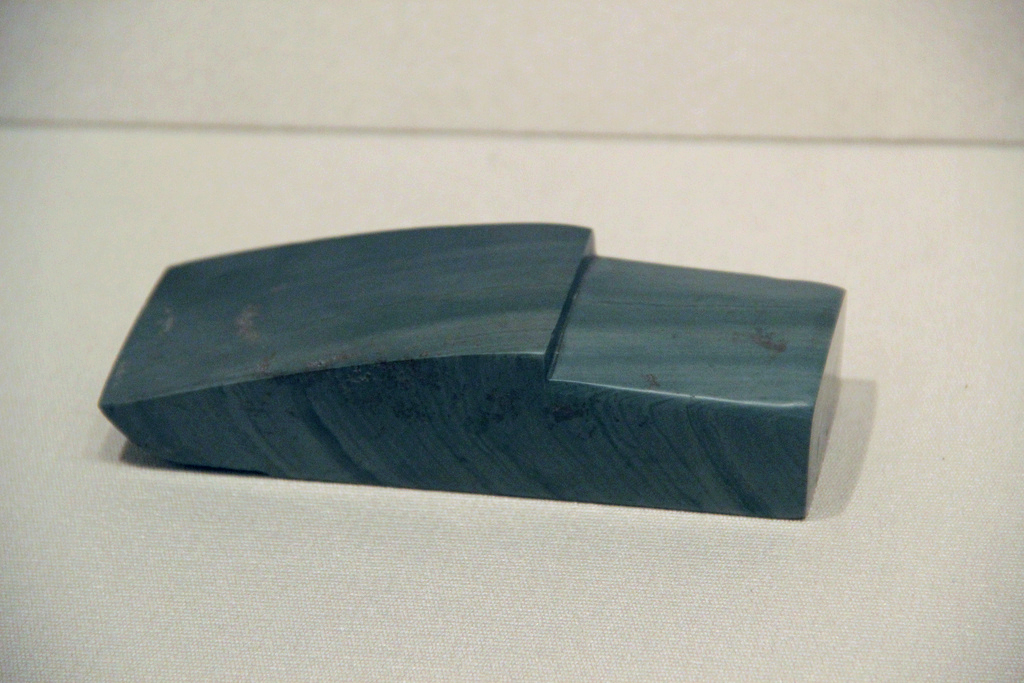
Herminette de pierre dure polie. Musée Provincial du Shandong, Jinan
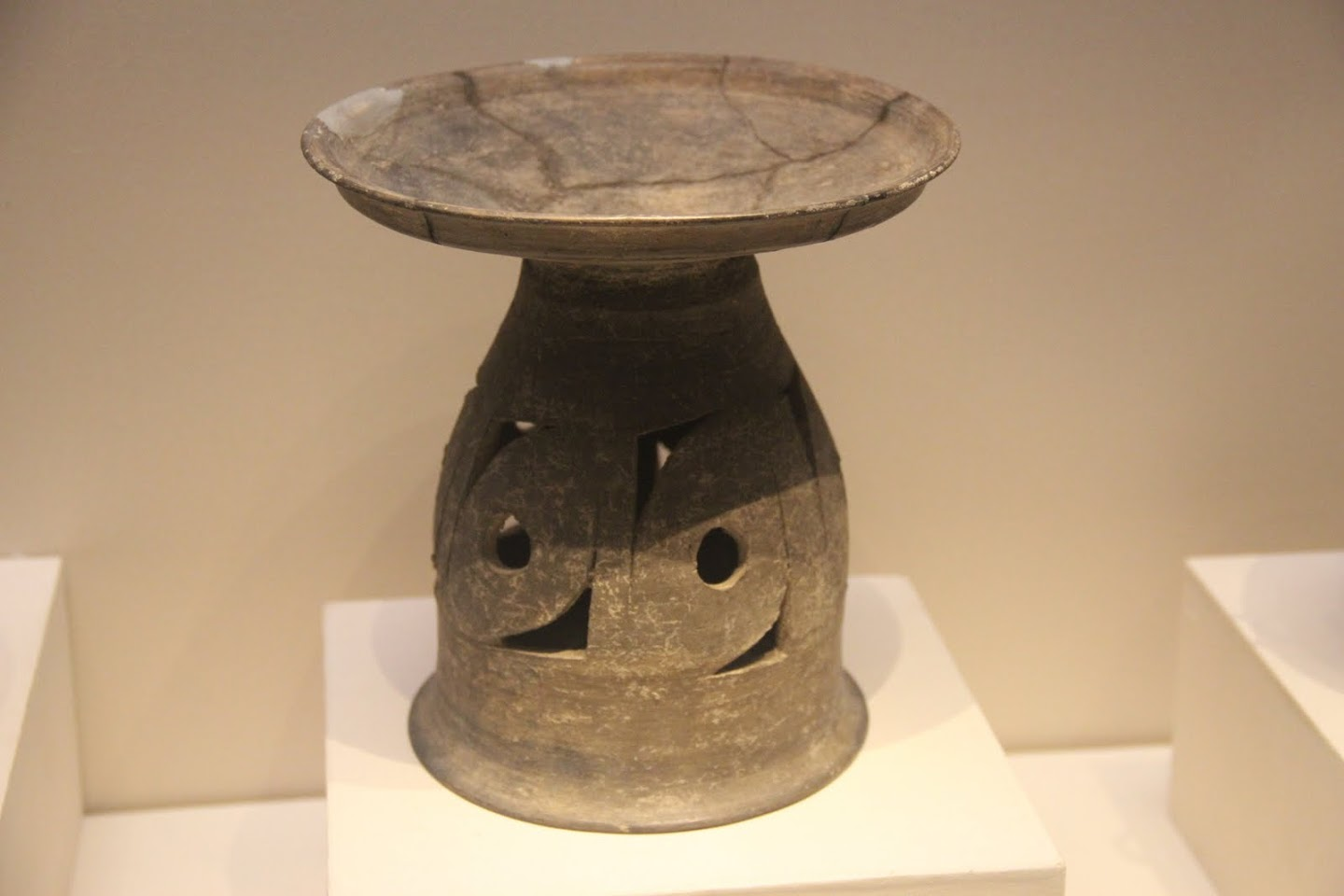
Coupe de type dou sur son support creux ajouré[N 4]. Terre cuite grise, partiellement tournée. Phase tardive -2900-2400. Shandong. Musée National de Chine
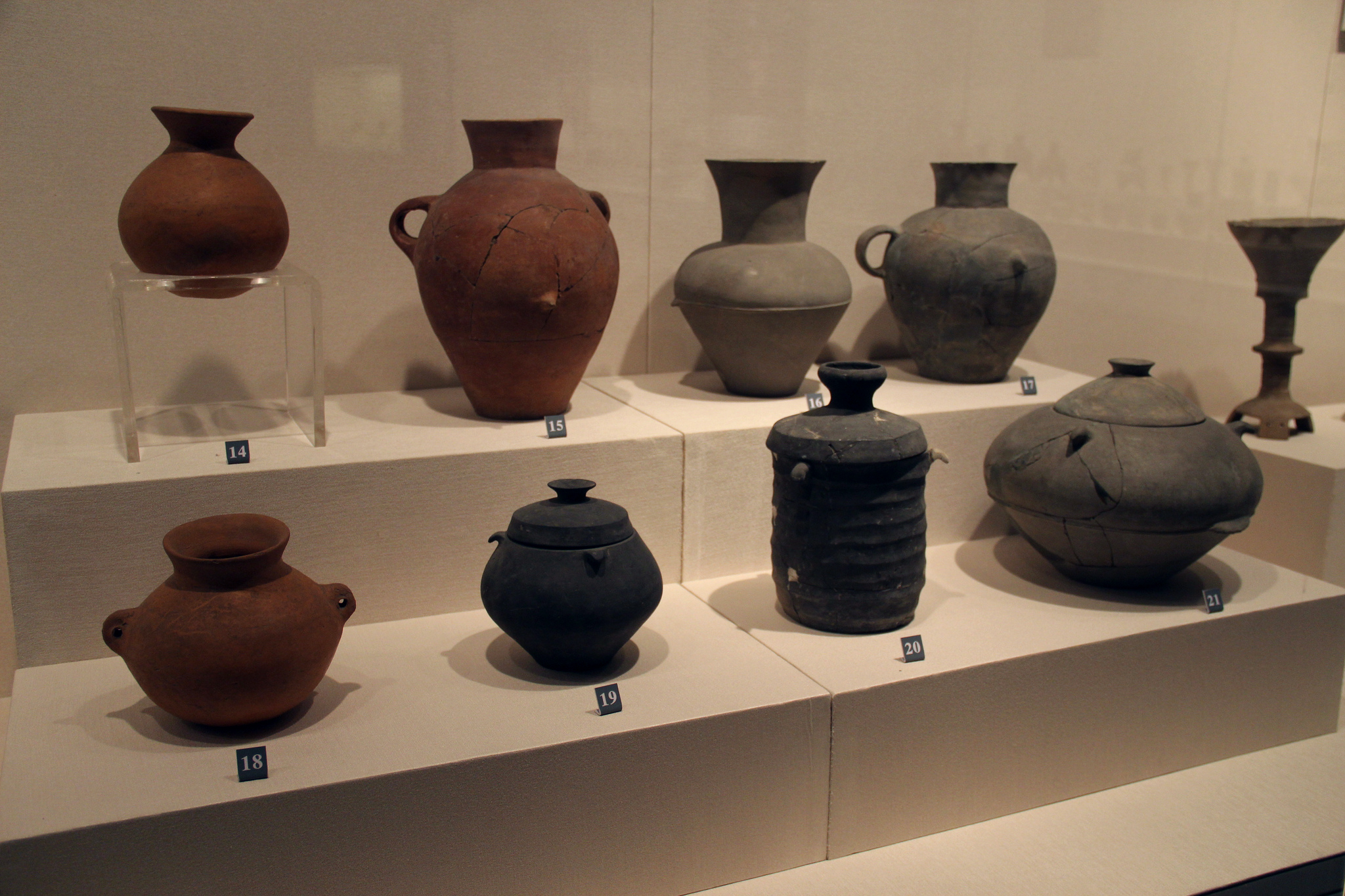
Ensemble de céramiques de Dawenkou, rouges, grises et noires. Musée Provincial du Shandong, Jinan
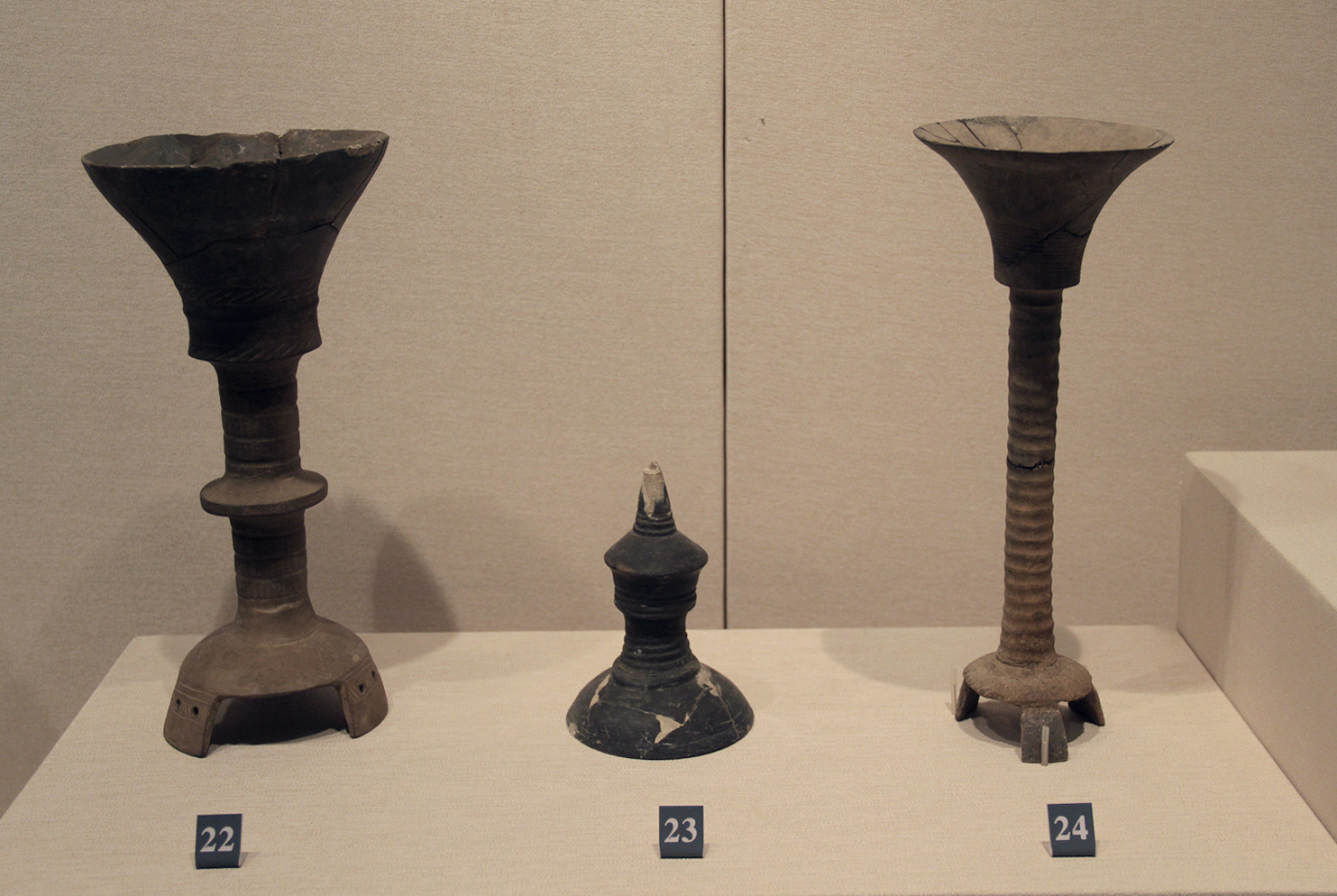
Ensemble de céramiques noires dont deux gobelets hauts sur pied. Phase tardive. Musée Provincial du Shandong, Jinan
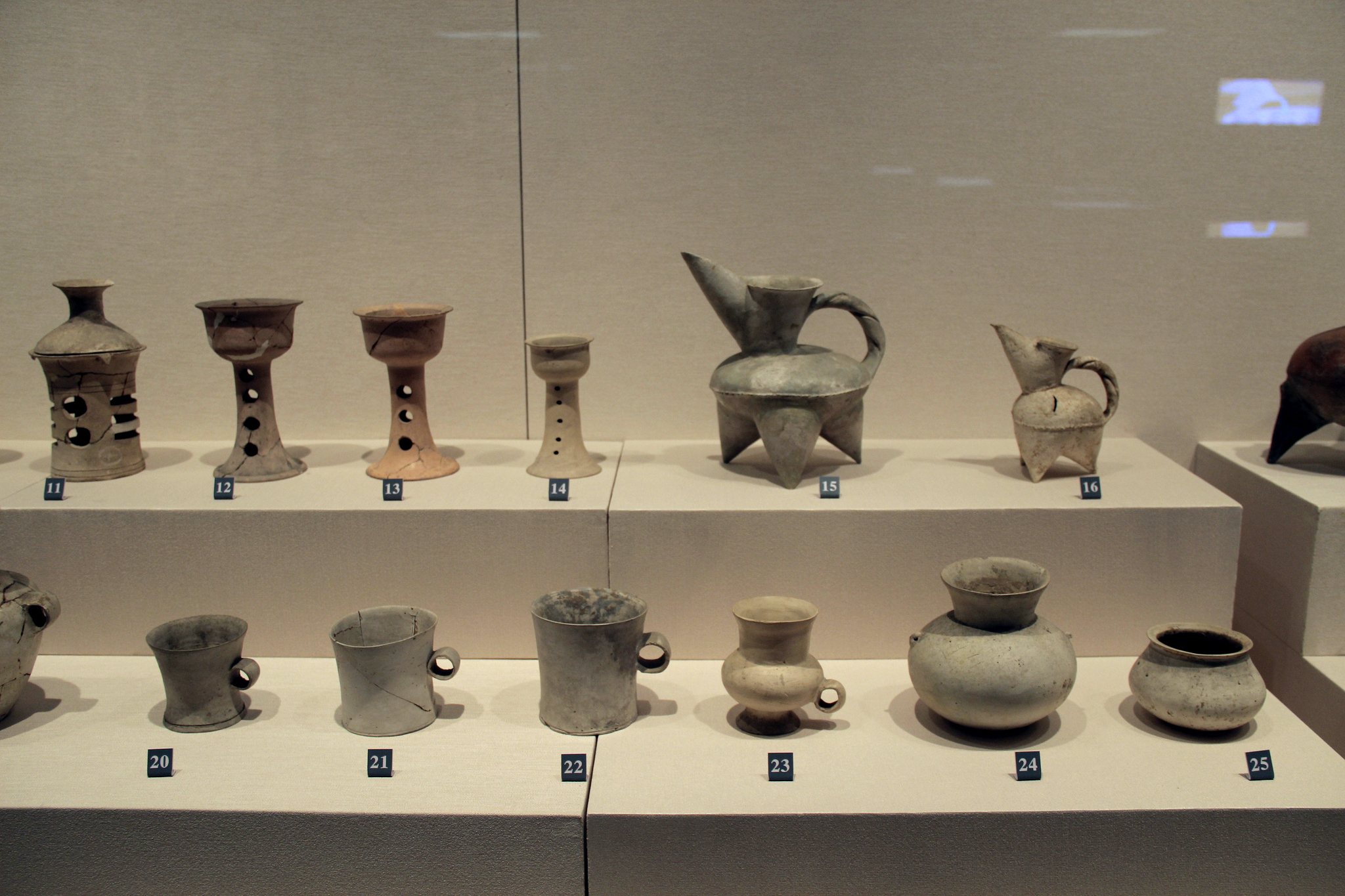
Ensemble de céramiques blanches, dont certaines ont une nuance grise, rouge ou jaunâtre. Phase tardive. Musée Provincial du Shandong, Jinan